# Dypsis andapae
Espèce
Statut de conservation UICN

 EN B1ab(i,ii,iii)+2ab(i,ii,iii) : En danger
Dypsis andapae est une espèce rare de palmiers (Arecaceae), endémique de Madagascar. En 2012 elle est considérée par l'IUCN comme une espèce en danger d'extinction.

## Répartition et habitat
Cette espèce est endémique au nord de Madagascar. Elle est présente entre 500 et 1 400 m d'altitude. Elle pousse dans la forêt tropicale humide de montagne. Le terrain y est abrupte et de la mousse recouvre le sol.